# Paul Barber (Hockeyspieler)
Paul Jason Barber (* 21. Mai 1955 in Peterborough) ist ein ehemaliger britischer Hockeyspieler, der mit der Britischen Nationalmannschaft 1984 Olympiadritter und 1988 Olympiasieger war.

## Sportliche Karriere
Der Defensivspieler Paul Barber trat in 67 Länderspielen für die Britische Nationalmannschaft und in 99 Länderspielen für die Englische Nationalmannschaft an.
Barber gewann seine erste internationale Medaille bei der Europameisterschaft 1978, als die Engländer im Spiel um Bronze mit 2:0 gegen die Spanier gewannen. Barber war für die britische Olympiaauswahl 1980 vorgesehen, die aber wegen des Olympiaboykotts nicht am olympischen Hockeyturnier teilnahm. Vier Jahre später bei den Olympischen Spielen 1984 in Los Angeles gewannen die Briten ihre Vorrundengruppe mit vier Siegen und einem Unentschieden gegen die Pakistanische Mannschaft, unterlagen aber im Halbfinale den Deutschen mit 0:1. Im Spiel um Bronze bezwangen die Briten die Australier mit 3:2, wobei Barber beim 2:2 sein einziges Tor des Turniers erzielte.
1986 erreichten die Engländer bei der Weltmeisterschaft in London das Finale und unterlagen dann den Australiern mit 1:2. Ebenfalls Silber gewannen die Engländer bei der Europameisterschaft 1987 in Moskau, als sie das Finale gegen die Niederländer erst im Siebenmeterschießen verloren. Bei den Olympischen Spielen 1988 in Seoul erzielte der Strafeckenspezialist Barber in den ersten fünf Spielen jeweils einen Treffer. Beim 3:2-Halbfinalsieg gegen die Australier und beim 3:1-Finalsieg gegen die Deutschen gelang Barber dann kein Treffer mehr.
Barber war später in der Baubranche tätig.